# Aristoteles (inslagkrater)

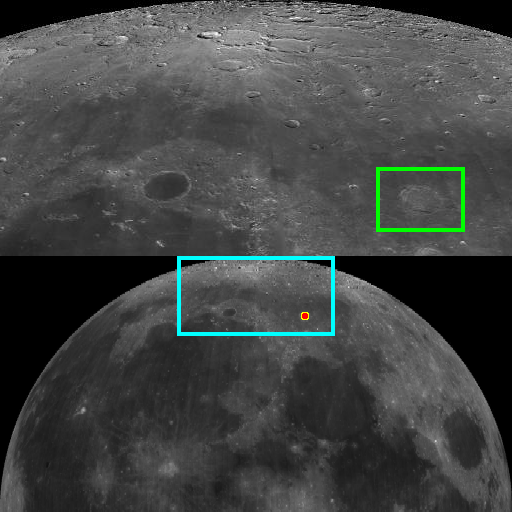
Locatie van Aristoteles

Aristoteles is een inslagkrater op de Maan. De krater werd in 1935 door de IAU officieel genoemd naar de Griekse filosoof Aristoteles.

## Nomenclatuur
De naam Aristoteles is afkomstig van Giovanni Battista Riccioli . Eerdere benamingen werden gegeven door Michael van Langren (Brahei ), en Johannes Hevelius (Mons Serrorum ).

## Beschrijving
De kraterwand van Aristoteles is enigszins vervormd tot een afgeronde zeshoekige vorm. De binnenwanden zijn breed en terrasvormig. De buitenste wallen vertonen een over het algemeen radiale structuur van heuvels door uitgestrekte ejecta. De kraterbodem is ongelijkmatig en bedekt met heuvelachtige rimpelingen. Aristoteles heeft enigszins ten zuiden kleine centrale pieken. De bodem lijkt te zijn gevuld met een laag materiaal die deze uitsteeksels gedeeltelijk begraaft.

## Locatie
Aristoteles heeft een diameter van 87,5 km en bevindt zich op de voorkant van de maan. De krater ligt nabij de zuidelijke rand van Mare Frigoris en ten oosten van de bergketen Montes Alpes. Direct ten zuiden van Aristoteles bevindt zich de iets kleinere krater Eudoxus. Een gebogen bergketen tussen de beide kraters buigt naar het westen alvorens zich bij de kraterranden samen te voegen. De kleinere krater Mitchell is verbonden met de oostelijke rand van Aristoteles en in het westen ligt de door lava overstroomde inslagkrater Egede.

## Satellietkraters van Aristoteles
Rondom Aristoteles bevinden zich enkele kleinere kraters, waarvan er waarschijnlijk veel secundaire kraters zijn, dat wil zeggen dat ze zijn gevormd door de inslag van grote brokken door de primaire inslag weggeslingerd materiaal.
| Aristoteles | Breedtegraad | Lengtegraad | Diameter |
| ----------- | ------------ | ----------- | -------- |
| D           | 47,5° NB     | 14,7° OL    | 6 km     |
| M           | 53,5° NB     | 27,2° OL    | 7 km     |
| N           | 52,9° NB     | 26,8° OL    | 5 km     |